# Дикинсон, Джейсон
Дже́йсон Ди́кинсон (англ. Jason Dickinson; род. 4 июля 1995, Джорджтаун, Онтарио) — канадский хоккеист, центральный нападающий клуба НХЛ «Чикаго Блэкхокс».

## Биография

### Юниорская карьера
Джейсон Дикинсон родился 4 июля 1995 года в городе Джорджтаун провинции Онтарио в семье Николы и Марка Дикинсон. Хоккеем начал заниматься в родном городе вместе с младшим братом Джошом Дикинсоном. В августе 2011 года подписал контракт с клубом «Гуэлф Сторм» и начал выступление в Хоккейной лиге Онтарио. Провёл в команде 4 сезона, сыграл 253 матча, в которых набрал 231 (84+147) очко. Наиболее успешным стал сезон 2013/14 — 68 матчей и 78 (26+52) очков в регулярном чемпионате, в плей-офф — 20 матчей, 24 (8+16) очка и победа в борьбе за Кубка Джей Росса Робертсона.

### Профессиональная карьера

#### НХЛ
В мае 2014 года подписал трёхлетний контракт новичка на общую сумму $2,8 млн с хоккейным клубом «Даллас Старз», который выбрал его на драфте НХЛ 2013 года в первом раунде под общим 29-м номером. В сезоне 2014/15 играл в OHL за «Гуэлф Сторм», но успел присоединиться к фарм-клубу из АХЛ «Техас Старз» и сыграл два матча, в которых набрал 3 (0+3) очка. В плей-офф АХЛ того сезона сыграл 3 матча, результативными действиями не отличился.
Сезон 2015/16 начал в фарм-клубе из АХЛ «Техас Старз», но 7 апреля 2016 года был вызван в основную команду из НХЛ «Даллас Старз» на матч с «Колорадо Эвеланш». В этом матче Джейсон Дикинсон не только дебютировал в НХЛ, но и забросил свою первую шайбу в НХЛ, тем самым набрав и свое первое очко. Однако, после матча вновь был отправлен в АХЛ. Всего за сезон 2015/16 в АХЛ сыграл 73 матча и набрал 53 (22+31) очка, в плей-офф провёл 4 матча и набрал 1 очко.
Сезон 2016/17 вновь начал за фарм-клуб «Техас Старз». В декабре дважды вызывался в состав «Даллас Старз» и принял участие в матчах против «Нэшвилл Предаторз» и «Аризона Койотис». Результативными действиями не отличился и 28 декабря был отправлен в АХЛ. 26 марта 2017 года был снова вызван в состав основной команды и сыграл 8 матчей, в двух из них отличился голами. 9 апреля вернулся в фарм-клуб и там же завершил сезон. К концу сезона в АХЛ сыграл 58 матчей и набрал 30 (9+21) очков, в плей-офф не играл.
Сезон 2017/18 начал в АХЛ в составе «Техас Старз». 1 ноября был вызван в состав «Даллас Старз», провёл 4 матча и 15 ноября вернулся в АХЛ. 10 декабря был вызван в НХЛ на матч с «Нью-Йорк Рейнджерс», после матча был назначен в фарм-клуб. В конце декабря снова был вызван в состав «Даллас Старз» и провёл 22 матча, а в апреле вновь вернулся в состав «Техас Старз». К концу сезона в НХЛ провёл 27 матчей и набрал 2 (0+2) очка. В АХЛ сыграл 42 матча, набрал 28 (18+10) очков, а в плей-офф АХЛ сыграл 22 матча, набрал 10 (2+8) очков и стал финалистом Кубка Колдера 2018. Сезон 2017/18 стал для игрока последним в АХЛ.
В июле 2018 года подписал новый однолетний контракт с «Даллас Старз» на сумму $875 тысяч. Сезон 2018/19 начал в НХЛ в составе «Даллас Старз». 25 октября в матче с «Анахайм Дакс» набрал 3 (2+1) очка, дубль в матче стал первым для игрока в НХЛ. 22 декабря в матче с «Миннесота Уайлд» получил травму, вернулся в состав 17 января. К концу сезона сыграл 67 матчей и набрал 22 (6+16) очка. В плей-офф Кубка Стэнли 2019 провёл 13 игр, в которых набрал 5 (3+2) очков.
Перед сезоном НХЛ 2019/20, в июле 2019 года, подписал новый двухлетний контракт с «Даллас Старз» на общую сумму $3 млн. В первом матче сезона, 3 октября, получил травму, но быстро вернулся в состав — 12 октября сыграл против «Вашингтон Кэпиталз». Всего в сезоне 2019/20 сыграл 65 матчей и набрал 21 (9+12) очко. В плей-офф Кубка Стэнли 2020 провёл 27 игр, набрал 4 (2+2) очка и стал финалистом Кубка Стэнли 2020, проиграв в финале «Тампа-Бэй Лайтнинг».
В следующем сезоне продолжил выступление за «Даллас Старз» в НХЛ. В первом же матче сезона против «Нэшвилл Предаторз» набрал первое очко в сезоне. Всего в сезоне сыграл 51 матч и набрал 15 (7+8) очков. В плей-офф клуб из Далласа не прошёл.
По окончании сезона 2020/21, в июле 2021 года, был обменян из «Даллас Старз» в «Ванкувер Кэнакс» на выбор в третьем раунде драфта НХЛ 2021 года. В августе 2021 года подписал трёхлетний контракт c «Ванкувер Кэнакс» на общую сумму $8 млн. Первый гол за новую команду забросил 21 октября 2021 года в матче с «Чикаго Блэкхокс». 24 февраля 2022 года в матче с «Калгари Флэймз» получил травму, в состав вернулся 3 апреля к матчу с «Вегас Голден Найтс». Всего в сезоне НХЛ 2021/22 сыграл 62 матча и набрал 11 (5+6) очков.
В октябре 2022 года был обменян из «Ванкувер Кэнакс» в «Чикаго Блэкхокс» на защитника Райли Стиллмана. Матч с «Сан-Хосе Шаркс» 15 октября 2022 года стал первым за новую команду, в нём нападающий набрал 3 (1+2) очка. 21 января 2023 года в матче с «Сент-Луис Блюз» снова набрал 3 (1+2) очка. Всего в сезоне НХЛ 2022/23 сыграл 78 матчей и набрал 30 (9+21) очков.
Сезон НХЛ 2023/24 продолжил в составе «Чикаго Блэкхокс» и в первом матче сезона против «Питтсбург Пингвинз» набрал 2 (1+1) очка. 24 ноября 2023 года в матче с «Торонто Мейпл Лифс» забросил три шайбы, тем самым оформил свой первый хет-трик в НХЛ. 19 января 2024 года в матче с «Нью-Йорк Айлендерс» набрал 3 (1+2) очка. Всего в сезоне сыграл 82 матча и набрал 35 (22+13) очков.
По ходу сезона 2023/24, в январе 2024 года, подписал с «Чикаго Блэкхокс» новый двухлетний контракт на общую сумму $8,5 млн. 19 ноября 2024 года в матче с «Анахайм Дакс» забросил две шайбы.

### В сборной
Впервые в состав национальной команды был вызван в апреле 2013 года для участия на юниорском чемпионате мира 2013 года. На турнире сыграл 3 матча, в которых набрал 1 (0+1) очко. Юниорская сборная Канады стала чемпионом и завоевала золотые медали, в финале обыграв юниорскую сборную США.

## Стиль игры
Джейсон Дикинсон является высоким и крупным центральным нападающим, но в то же время он отличается своими навыками игры в обороне, хоккейным интеллектом и хорошим катанием. Благодаря этому он получает игровое время в меньшинстве. Кроме того, стиль игры форварда отличается тем, что он является универсальным нападающим и может играть как в центре, так и на фланге, а ловкость и хорошие скоростные данные позволяют ему выполнять роль креативного плеймейкера.
Важной частью в формировании стиля игры стала психология игрока. Он самокритичен и стремится показывать хорошую игру в каждому матче. Бывший главный тренер «Техас Старз» Дерек Лаксдал отмечал характер игрока, его душевность. Не остались без внимания тренера и усердия нападающего при игре с шайбой.

## Достижения

### Командные

#### В сборной
| Год  | Команда                  | Достижение                          |
| ---- | ------------------------ | ----------------------------------- |
| 2013 | Юниорская сборная Канады | Чемпион мира среди юниорских команд |

#### Юниорская карьера
| Год  | Команда     | Достижение                             |
| ---- | ----------- | -------------------------------------- |
| 2014 | Гуэлф Сторм | Обладатель Кубка Джей Росса Робертсона |

#### АХЛ
| Год  | Команда     | Достижение             |
| ---- | ----------- | ---------------------- |
| 2018 | Техас Старз | Финалист Кубка Колдера |

#### НХЛ
| Год  | Команда      | Достижение            |
| ---- | ------------ | --------------------- |
| 2020 | Даллас Старз | Финалист Кубка Стэнли |

### Личные

#### Юниорская карьера
| Год  | Команда     | Достижение                                 |
| ---- | ----------- | ------------------------------------------ |
| 2012 | Гуэлф Сторм | Попадание в Сборную всех молодых звёзд OHL |

По данным Eliteprospects.com

## Статистика
| Легенда | Легенда                    | Легенда | Легенда                   | Легенда | Легенда    |
| ------- | -------------------------- | ------- | ------------------------- | ------- | ---------- |
| И       | Количество проведённых игр | Штр     | Штрафное время            | +/−     | Плюс-минус |
| Г       | Голы                       | П       | Голевые передачи          | О       | Очки       |
| -       | Статистика неизвестна      | —       | Статистика не учитывалась |         |            |

### Клубная карьера
По данным NHL.com, AHL.com, Eliteprospects.com

### В сборной
По данным Eliteprospects.com